# Lournand
Lournand és un municipi francès, situat al departament de Saona i Loira i a la regió de Borgonya - Franc Comtat. L'any 2007 tenia 345 habitants.

## Demografia

### Població
El 2007 la població de fet de Lournand era de 345 persones. Hi havia 140 famílies, de les quals 48 eren unipersonals (16 homes vivint sols i 32 dones vivint soles), 36 parelles sense fills, 48 parelles amb fills i 8 famílies monoparentals amb fills.
La població ha evolucionat segons el següent gràfic:
Habitants censats

### Habitatges
El 2007 hi havia 213 habitatges, 144 eren l'habitatge principal de la família, 54 eren segones residències i 14 estaven desocupats. 205 eren cases i 7 eren apartaments. Dels 144 habitatges principals, 119 estaven ocupats pels seus propietaris, 21 estaven llogats i ocupats pels llogaters i 4 estaven cedits a títol gratuït; 2 tenien una cambra, 10 en tenien dues, 26 en tenien tres, 37 en tenien quatre i 70 en tenien cinc o més. 106 habitatges disposaven pel capbaix d'una plaça de pàrquing. A 70 habitatges hi havia un automòbil i a 63 n'hi havia dos o més.

### Piràmide de població
La piràmide de població per edats i sexe el 2009 era:
| Homes | Edats   | Dones |
| ----- | ------- | ----- |
| 0     | 95 o +  | 0     |
| 8     | 90 a 94 | 0     |
| 0     | 85 a 89 | 4     |
| 0     | 80 a 84 | 0     |
| 4     | 75 a 79 | 4     |
| 16    | 70 a 74 | 8     |
| 4     | 65 a 69 | 16    |
| 16    | 60 a 64 | 4     |
| 4     | 55 a 59 | 12    |
| 12    | 50 a 54 | 8     |
| 24    | 45 a 49 | 12    |
| 12    | 40 a 44 | 12    |
| 12    | 35 a 39 | 12    |
| 8     | 30 a 34 | 12    |
| 12    | 25 a 29 | 4     |
| 8     | 20 a 24 | 16    |
| 12    | 15 a 19 | 0     |
| 20    | 10 a 14 | 8     |
| 8     | 5 a 9   | 20    |
| 4     | 0 a 4   | 0     |

## Economia
El 2007 la població en edat de treballar era de 204 persones, 159 eren actives i 45 eren inactives. De les 159 persones actives 151 estaven ocupades (82 homes i 69 dones) i 8 estaven aturades (3 homes i 5 dones). De les 45 persones inactives 16 estaven jubilades, 18 estaven estudiant i 11 estaven classificades com a «altres inactius».

### Ingressos
El 2009 a Lournand hi havia 153 unitats fiscals que integraven 363 persones, la mediana anual d'ingressos fiscals per persona era de 18.923 €.

### Activitats econòmiques
Dels 16 establiments que hi havia el 2007, 1 era d'una empresa de fabricació d'altres productes industrials, 8 d'empreses de construcció, 1 d'una empresa de comerç i reparació d'automòbils, 2 d'empreses financeres, 1 d'una empresa de serveis, 1 d'una entitat de l'administració pública i 2 d'empreses classificades com a «altres activitats de serveis».
Dels 6 establiments de servei als particulars que hi havia el 2009, 1 era un paleta, 1 guixaire pintor, 2 fusteries i 2 electricistes.
L'any 2000 a Lournand hi havia 11 explotacions agrícoles que ocupaven un total de 1.022 hectàrees.

## Equipaments sanitaris i escolars
El 2009 hi havia una escola maternal integrada dins d'un grup escolar amb les comunes properes formant una escola dispersa.

## Poblacions més properes
El següent diagrama mostra les poblacions més properes.